# Bruno Garcin
Bruno Garcin (* 3. Juli 1949 in Paris) ist ein französischer Schauspieler.

## Leben
Bruno Garcin gab sein Filmdebüt 1968 unter der Regie von Claude Autant-Lara neben Hardy Krüger in Le Franciscain de Bourges. In Marc Allégrets Der Ball des Comte d'Orgel hatte er 1970 neben Jean-Claude Brialy die Hauptrolle des François de Séryeuse. Im selben Jahr spielte er im italienischen Film Belle d'amore die Hauptrolle des Bruno.
Seine Blütezeit hatte er in den 1970er Jahren dank der Rollen romantischer junger Helden in Fernsehfilmen (Rastignac neben Charles Vanel in der Balzac-Verfilmung Vater Goriot) und in Kostüm-Serien: Erneut neben Vanel als Daniel de Fontanin in Les Thibault (1972), die Titelrolle des Lucien Leuwen in Claude Autant-Laras Stendhal-Verfilmung Lucien Leuwen (1973) und als Lucien de Rubempré neben Corinne Le Poulain in Glanz und Elend der Kurtisanen.  Er spielte auch historische Figuren wie den Roger de Bussy-Rabutin in Der verliebte D’Artagnan (1977). Im Kino hatte er Nebenrollen wie den Pilu in Philippe de Brocas Le Magnifique – ich bin der Größte (1974), Édouard Molinaros Du kannst mich mal (1982) und Hauptrollen wie 1983 als Cara del Angel neben Michel Auclair in Manuel Octavio Gómez’ Der Herr Präsident. Außerdem war Bruno Garcin Gaststar in Serien, so 1995 in der Kommissar Navarro-Folge Coups bas.
Er ist auch Autor von Liedern, insbesondere für Patrick Bruel (Place des grands hommes).

## Filmografie (Auswahl)
- 1970: Der Ball des Comte d'Orgel (Le bal du comte d'Orgel)
- 1971: Au théâtre ce soir (Fernsehreihe, 1 Folge)
- 1972: Vater Goriot (Le Père Goriot)
- 1973: Le Magnifique – ich bin der Größte (Le Magnifique)
- 1977: Der verliebte D’Artagnan (D'Artagnan amoureux, Fernseh-Fünfteiler)
- 1979: Die Damen von der Küste (Les dames de la côte, Fernseh-Fünfteiler)
- 1982: Du kannst mich mal (Pour cent briques t'as plus rien)
- 1983: Der Herr Präsident (El señor presidente)
- 1995: Kommissar Navarro (Navarro, Fernsehserie, 1 Folge)